# 이정간
이정간(李貞幹, 1360년 ~ 1439년)은 조선 전기의 문신이다. 본관은 전의(全義). 자는 고부(固夫). 시호는 효정(孝靖)이다.

## 생애
전의 이씨 시조 이도의 10대손이며 전서공 휘 자화의 자손이며 전의이씨 중시조이다. 아버지는 원종공신 구직(丘直)이다. 아버지의 음덕으로 벼슬에 올라 사헌부집의를 거쳐 1405년(태종 5) 강화부사가 되었다. 관직은 중추원사에 이르렀다. 평소 성품이 온화하여 가내가 공순하기로 소문났다.
목장에 뛰어든 호랑이를 인마의 살상없이 포획하여 비단을 하사받았다. 그뒤 내외의 관직을 역임하고 세종 때 강원도관찰사에 이르러 사임하고, 향리로 퇴거하여 향년 70세 나이에 90세 되신 어머님을 섬김에 있어 지성껏 효도를 다할뿐 아니라 어머님 앞에서 때때옷을 입고 춤을 추어 마음을 기쁘고 즐겁게 해 드렸다. 세종대왕이 탁행을 가상히 여겨 [家傳忠孝 世守仁敬] 여덟 글자를 하사하시고 벼슬을 효정공 정 2품인 자헌대부 중추원사로 특서하시고 궤장(几杖)(안석과 지팡이)과 풍악과 효행 잔치 상을 하사하므로 축하연을 성대하게 베풀게 되었다.
명문들이 그 일을 노래하며 책으로 엮어 『경수집(慶壽集)』을 내었다.

### 세종이 내린 교서
정헌대부 중추원사 이정간에게 분부하노라.
나이 많은 이를 높이 받들고 덕이 있는 이를 포상하는 것은 국가의 아름다운 제도다. 옛날에 사례를 들어보면 당나라의 최단은 온 문중에 효우(孝友) 정신이 투철함으로 선종이 집 이름을 지어주어 총애하였고 송나라 서적(徐積)은 어머니를 정성껏 모셔서 인종이 관작을 주어 정표하였다. 이런 일은 모두 절의(節義)를 숭상하고 장려하며 풍속을 갈고 다듬는 도리인 것이다. 하물며 신은 여러 왕조에 봉사한 나이와 덕이 높으므로 남이 따르지 못할 높은 행실로 효순하다는 소문이 온 세상에 퍼져 있다. 신의 나이 70이 지나고 신의 모친이 또한 90을 넘었는데 모자가 모두 즐겁고 유쾌하기는 옛 효자 노래자의 오헌(娛獻)과 같고 가정이 따뜻하고 화목하기는 양파(楊播)의 순효와 같아서 사족(士族)들이 모두 우러러 받드는 바이니 풍교(風敎)에 이바지함이 어찌 알다고 하겠는가 이미 세상에 드문 미덕이 있으면 특별히 은총(恩寵)을 베풀어 마땅한 것이다. 따라서 벼슬의 차례를 뛰어 올리고 특별히 궤장(几杖)을 내리어 가상(嘉尙)하는 뜻을 보이노니 신은 몸을 편안히 하여 더욱 화기를 기르고 아름다운 명성을 높이 휘날리어 나의 효행을 숭상하고 민속(民俗)을 다스려 인도하려는 간절한 생각에 부응하기를 바라면서 이에 교시하노니 잘 알아서 시행하라.
효정공(孝靖公) 경수집(慶壽集) 발췌

### 우정승 유관과 재상 조말생이 효정공의 효성을 칭송한 노래
우정승 유관(柳寬)이 맨 먼저 그 일을 노래하고, 지금 중추(中樞)이며, 전임 재상(宰相)인 조말생(趙末生)이 또 첫머리에 서(序) 하니, 한 시대의 장관(壯觀)이다. 중추(中樞:이정간)의 나이 일흔 셋이고, 어머니의 춘추 구십 여세이다.
가업으로 덕을 쌓은 지 더욱 오래고
활짝 핀 아름다운 오얏꽃 그늘 온 집안에 가득하네
당(堂)에 계신 백발의 어머니 장수를 누리심은
흰 눈썹 아들 아침저녁으로 문안하고 봉양함이라
연세 높을수록 더욱 그리워하고, 효심은 더욱 돈독하여
날마다 소꿉장난 펼치고, 낯빛은 더욱 부드럽게 하였네
젖을 먹으려하면 어머니는 번거로움을 당연히 받아들이고
엿을 머금고 늘 스스로 증손들과 놀았다네
추운 겨울 고기는 꼭 얼음 사이에서 뛰어오르고
아름다운 죽순(竹筍)은 응당 눈 속에서 무성하리라
이름이 궁궐에 알려져 임금의 마음 움직이고
양성(兩省)에서 나누어 올리니 축하의 노랫소리 찬란하다
조칙(詔勅)으로 온 신하 조정에 부른 자리에서 후한 벼슬 내려주시고
안석과 지팡이 잇달아 받으니, 세상 사람들 모두 존경하네
향기로운 술병을 드니, 임금님의 은혜 담겨있고
아름다운 음악소리 바람에 나부끼네
중관(中官)들 옆에 앉아 시중드니, 영광 찬란하고
영상(領相)을 지낸 국가 원로 참석하니, 그 자리성대하고 훌륭하다
많은 사관(史官)들 바야흐로 깜짝 놀라서
임금님의 은혜가 온 세상을 밝혀 줌을 특별히 써서 천추(千秋)에 전하네
<< 題李中樞卷 幷小序
公名貞榦。孝誠聞于上。上特敎書褒崇。仍賜几杖。又於獻壽之日賜樂。因遣內官賜宮醞。實千載之榮也。右政丞柳寬首歌其事。今中樞趙相末生又序其端。亦一時之壯觀也。中樞年七十三。母年九十餘也。傳家積德久彌存。穠李敷陰滿一門。鶴髮在堂膺壽考。厖眉視膳奉晨昏。年踰舜慕心愈篤。日展萊嬉色更溫。飮湩肯須煩孝婦。含飴常自弄曾孫。寒魚定向氷間躍。美筍應從雪裏蕃。名徹九重宸意動。班升兩省慶聲喧。絲綸密勿垂優典。几杖聯翩表達尊。香擁宮壺融聖澤。風飄仙樂暢天恩。中官狎坐榮光爛。國老參筵勝事繁。多少史臣方刮目。千秋特筆照乾坤。(泰齋集)>>

### 이정간에 관한 일화
이정간은 귀향한 후 어느 봄날 다섯 아들을 데리고 집 근처의 종산에 가서 은행나무 한 그루를 정성스레 심고 돌아왔다. 이정간은 그렇게 심은 은행나무가 오랜 세월동안 자라면서 집 맞은편 뜰의 허전한 경관을 메워주리라고 생각했다. 그런데 그날 밤 이정간은 목령산 계곡으로부터 그윽한 풍채를 지닌 백발노인 한 분이 다가오는 신비한 꿈을 꾸었다. 자신도 모르게 공경심이 생겨서 무릎을 꿇은 이정간은 노인에게 인사했다.
"어른께서는 어인 일로 이처럼 누추한 곳에 드셨습니까?"
"이 공! 나는 그대에게 고마운 말을 전하러 왔소. 나는 목령산의 주인이지만 오랫동안 거처할 마땅한 곳이 없어 계곡의 바위틈에서 풍우를 견뎌왔소. 헌데 이 공께서 마침 산천의 정기 한 가운데 신목을 심어주시니 이 아니 기쁜 일이겠소? 지금은 어린 나무에 불과하나 수백수천 년을 버티며 거대한 신목을 자랄 것이오. 그렇게 되면 자연히 그 부근에 큰 마을이 생길 것이고 나는 마을의 번창에 힘을 쓸 것이오."
이정간은 작고 보잘 것 없는 묘목 한 그루를 심은 자신의 정성을 보고 복을 내려주려는 노인에게 감복했다. 그런 그에게 노인은 이어 말했다.
"뿐만이 아니요. 이 공께서 비록 관직에서 물러났다고는 하지만 나라를 걱정하는 마음이 여전함을 내 잘알고 있소. 앞으로 나라에 큰 변고가 있으면 내 일러주리라. 이 공은 이 말을 후대에 전해 조그마한 도움을 삼도록 하오."
말을 마친 노인은 은행나무 곁에서 홀연히 사라졌고 이정간은 평온한 마음으로 꿈에서 깨어났다. 노인의 모습과 말을 똑똑히 기억한 이정간은 급히 목욕재계하고 은행나무로 가서 금줄을 치고 향불을 피우며 목령산 신령에게 제를 올렸다. 나뭇가지가 흔들리는 모양이 꼭 자신에게 응답하는 것만 같다고 생각한 이정간은 그 후로 은행나무를 더욱 정성껏 돌보았다. 그는 또한 아들과 손자들에게도 아래와 같이 일렀다.
"내가 죽더라도 이 은행나무를 잘 보살피도록 해라. 이 나무에 마을의 운명이 달렸느니라. 그리고 혹시 있을지 모르는 나무의 가르침을 잘 새겨 나라의 앞일을 경계하라."
은행나무는 이정간 일가의 정성스런 보살핌 덕분인지 하루가 다르게 무성해졌고 마을도 번성하고 풍요해졌다. 천수를 누린 이정간은 거듭 "은행나무를 잘 보살피도록 하라"는 유언을 남기고 1439년(세종 21) 평안히 눈을 감았다. 별세한 이정간에게는 효정이라는 시호가 내려졌다. 이정간의 다섯째 아들 이사혜(고모부는 청주 곽씨 곽순(郭恂))는 안렴사인 김제의 사위가 되었고, 오근 부곡(지금의 오창읍)의 별장에서 아버지의 집을 자주 왕래하며 은행나무를 돌보았다. 이정간의 본관은 전의이고 자는 고부이며 송천 서원과 청원군 오창읍 양지리의 충효재와 목양사에 배향되었다.
이정간이 죽은 후에도 자손들은 은행나무를 잘 가꾸었고, 목령산 신령의 약속도 계속 지켜졌다. 1592년(선조 25) 임진왜란이 발생했을 때는 물론이려니와 병자호란, 동학농민운동, 국권피탈, 8.15 광복 등 나라에 큰 변고가 생길 때마다 어김없이 은행나무가 울었다고 한다. 특히 한국전쟁이 발발한 1950년 정월 초에는 "따르륵 따르륵" 소리를 내며 사흘을 내리 울었다고 한다.

## 치적
1400년(정종 2) 공주목사 재직시절 삼은각에 각을 세웠다. 삼은각은 1394년(태조 3)에 야은 길재가 동학사에서 제를 지낸 후 절 옆에 단을 쌓고 고려 태조를 비롯한 충정왕, 공민왕의 초혼제를 지낸곳이다. 그 후 1399년(정종 1)에는 유방택이 포은 정몽주와 목은 이색의 넋을 기리는 제를 올렸다. 길재 사후 후학들이 추배하여 포은, 목은, 야은 세 사람의 호를 따 ‘삼은각’이라 하였다.